# 斯蒂芬·比奇特尔
斯蒂芬·戴维森·比奇特尔(Stephen Davison Bechtel) (1900年9月24日—1989年3月14日) 美国建筑工程师、企业界首脑。克拉拉·韦斯特（Clara Alice West）和沃伦·比奇特尔（Warren A. Bechtel）之子，比奇特尔公司创始人。1933年至于1960年担任任W.A.比奇特尔公司及其后继单位比奇特尔公司总裁。
比奇特尔公司为世界上最大的建筑工程公司之一。该公司及其附属机构对下列工程曾作出重大贡献：胡佛水库大坝、旧金山-奥克兰海湾大桥、阿拉斯加输油管道、旧金山和华盛顿（哥伦比亚特区）的高速交通系统等。1925年其父沃伦·比奇特尔在旧金山组成W.A.比奇特尔公司，年仅25岁的比奇特尔任副总经理，1936年任总经理。一年后他与麦科恩合作，组成比奇特尔-麦科恩公司，建造炼油厂和化工厂。第二次世界大战期间，比奇特尔的各公司建造舰只和飞机部件。战后新组建的比奇特尔公司在加拿大、中东及其他各地建造输油管，在全世界建发电厂。1977年美国运转中的核电厂估计约有一半为比奇特尔的各公司设计或建造。1960年他从公司总裁的职务上退休。但仍任比奇特尔集团的资深董事。